# Raymond C. Kelly
Raymond Case Kelly est un anthropologue culturel et ethnologue américain, auteur d'études sur l'origine de la guerre et sur la base des inégalités sociales dans les sociétés humaines,.

## Biographie
Raymond C. Kelly est né le 16 février 1942 à Bridgeport (Connecticut). Il est le fils de Helen Varkala Kelly et Rowland Leigh Kelly, tous deux ayant fréquenté l'université de Chicago.
Il obtient une licence à l'université de Chicago en 1965, et son doctorat en anthropologie à l'université du Michigan en 1974. Il enseigne à l'université du Michigan pendant 33 ans avant de prendre sa retraite en 2002.
Il a mené ses recherches de doctorat en Papouasie-Nouvelle-Guinée, où il a passé 16 mois à des recherches ethnographiques avec les Etoros. Cette étude a servi de base à plusieurs de ses publications. Il est l'auteur de quatre livres. Il a été élu à l'Académie nationale des sciences en 2005.

## Publications (sélection)
- Kelly, « Inaugural Article: The evolution of lethal intergroup violence », Proceedings of the National Academy of Sciences, vol. 102, no 43,‎ 2005, p. 15294–8 (PMID 16129826, PMCID 1266108, DOI 10.1073/pnas.0505955102)
- (2000) Warless Societies and the Origin of War. Ann Arbor: University of Michigan Press.
- (1993) Constructing Inequality: The Fabrication of a Hierarchiy of Virtue Among the Etoro. Ann Arbor: University of Michigan Press.
- (1985) The Nuer Conquest: The Structure and Development of an Expansionist System. Ann Arbor: University of Michigan Press.
- (1977) Etoro Social Structure: A Study in Structural Contradiction. Ann Arbor: University of Michigan Press.